# Paramaenas hecate
Paramaenas hecate là một loài bướm đêm thuộc phân họ Arctiinae, họ Erebidae.